# Bozovici
Bozovici – wieś w Rumunii, w okręgu Caraș-Severin, w gminie Bozovici. W 2011 roku liczyła 2183 mieszkańców. 